# أندرسون أرياس
أندرسون أرياس (بالإسبانية: Anderson Arias)‏ هو لاعب كرة قدم فنزويلي في مركز الهجوم، ولد في 20 أبريل 1987 في سان كريستوبال في فنزويلا. لعب مع Club Barcelona Atlético ‏.

## وصلات خارجية
- أندرسون أرياس على موقع قاعدة بيانات كرة القدم.إي يو (الإنجليزية)
- أندرسون أرياس على موقع ناشيونال فوتبول تيمز (الإنجليزية)
- أندرسون أرياس على موقع Soccerway.com (الإنجليزية)